# 计算机辅助工程

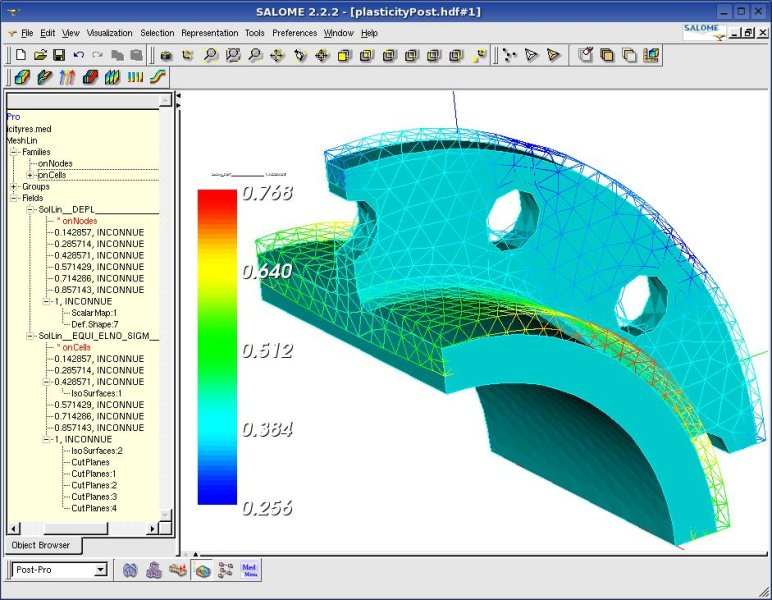
使用 Code-Aster 对遭受塑性变形的 3D 结构进行非线性统计分析

電腦輔助工程（Computer Aided Engineering），主要用於模擬分析、驗證和改善設計。在近年來電腦與3D CAD快速發展情況下，CAE應用比例越來越高，使用難度也越來越低，使用者數量大幅成長。與CAD相比，CAE使用者需要更多物理相關知識來設定條件與解釋結果。至於計算過程所使用到的數學方法，如微分方程、有限元素法、有限體積法等全部交給電腦處理就可以。

## 主要的CAE應用領域
- 應力應變（FEM為主）
- 熱流與質傳（FVM為主）
- 電機電子（FDM,ODE）
- 化工與化學（FVM或統計）
- 土木與水工（FEM, FVM, ODE）
- 光學與物理（FDM,ODE,統計）
- 微機電或奈米（量子力學，統計，原子物理或化學）